# نواة حمراء
النواة الحمراء هي تركيب يقع في مقدمة الدماغ المتوسط تشارك في تنسيق الحركة. تمتلك لوناً وردياً باهتاً، يُعتقد أن هذا اللون نتيجة وجود الحديد والذي يوجد في النواة الحمراء في شكلين مختلفين على الأقل: االهيموجلوبين والفيريتين. وتضم جزئين جزء كبير الخلايا "magnocellular part" ذيلي وجزء صغير الخلايا "parvocellular part" منقاري. تقع النواة الحمراء في سقيفة الدماغ المتوسط بجوار المادة السوداء. وتعبتر النواة الحمراء والمادة السوداء مراكز تحت قشرية للجهار الحركي خارج الهرمي.

## الوظيفة
في الفقارايات التي لا تمتك سبيلاً قشرياً نخاعياً ذا أهمية، فإن التحكم في المِشية يتم في الأساس عن طريق النواة الحمراء.
في حين أنه عندما يكون السبيل القشري النخاعي مهيمناً كما في الرئيسيات، فيمكن اعتبار السبيل الحمراوي النخاعي من الأثريات. وبالتالي فإنه يمكن اعتبار النواة الحمراء ذات أهمية أقل في الوظائف الحركية عن غيرها من الثدييات. على الرغم من ذلك فإن الحبو في الأطفال يتم التحكم فيه عن طريق النواة الحمراء، وكذا الحال في تأرجح الذراع أثناء المشي.
تلعب النواة الحمراء وظيفة إضافية في التحكم في عضلات الكتف والذراع العلوي عن طريق بروزات جزءها كبير الخلايا.
الغالبية العظمى لمحاور النواة الحمراء لا تبرز إلى الحبل الشوكي.

## المدخلات والمخرجات
تستقبل النواة الحمراء مدخلات من المخيخ (النواة الموسَّطة والنواة المخيخية الوحشية) في الجهة المقابلة والقشرة الحركية من نفس الجهة.

## صور إضافية

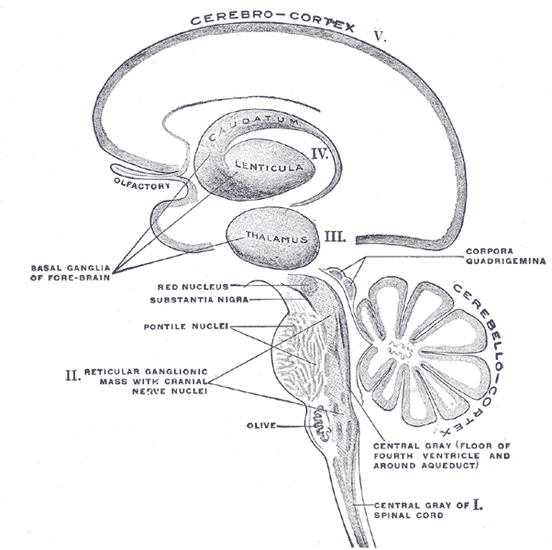
تمثيل توضيحي للنوى الرئيسية (1 ل 5).
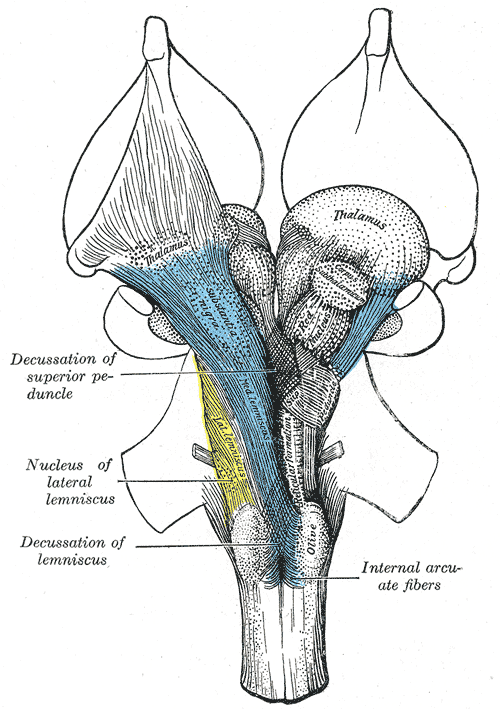
تشريح عميق لجذع الدماغ. منظر أمامي.
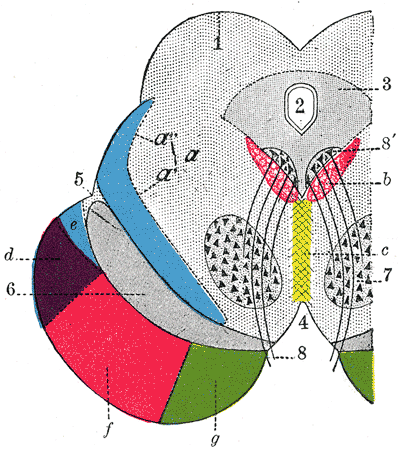
مقطع عرضي خلال الدماغ المتوسط.
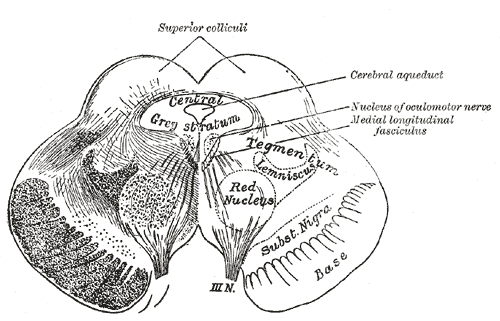
مقطع عرضي في في الدماغ المتوسط عند مستوى الأكيمة العلوية.
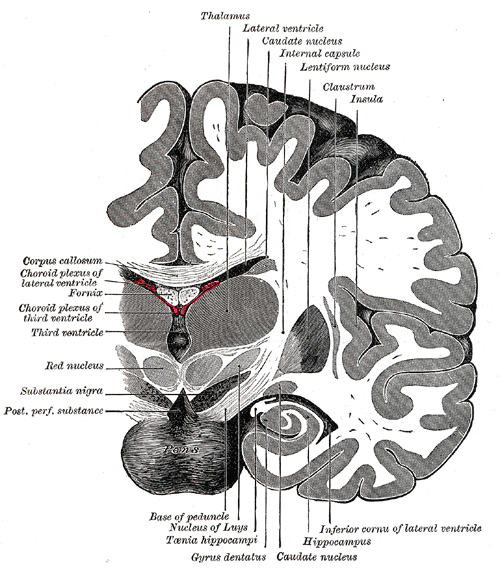
مقطع جبهي في المخ مباشرة أمام الجسر.
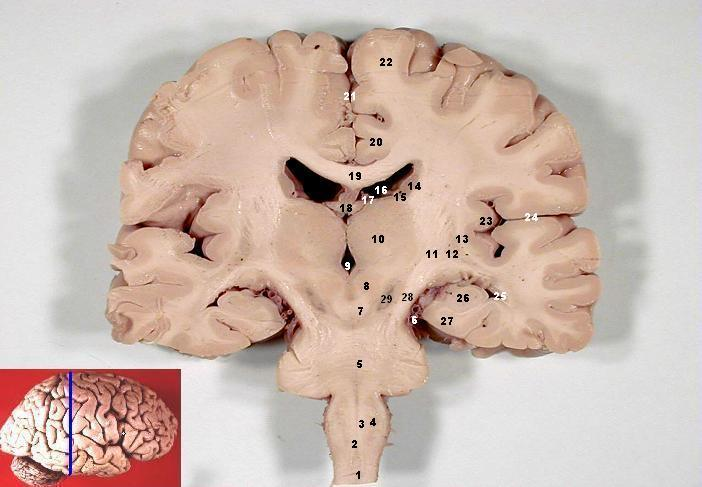
الدماغ البشري. مقطع جبهي
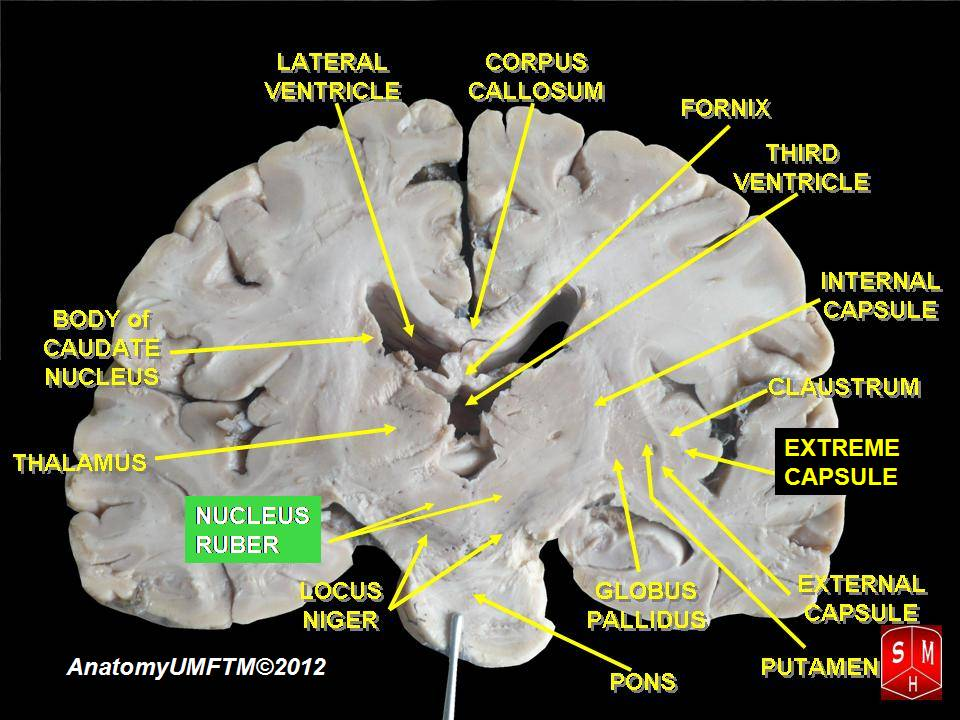
النواة الحمراء
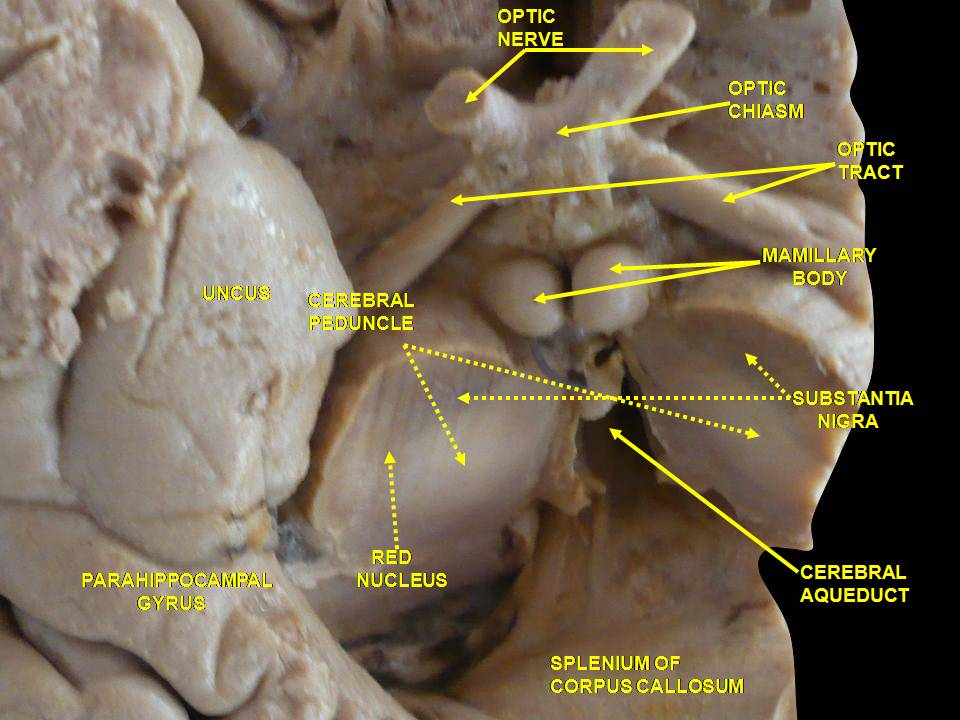
Cerebral peduncle, optic chasm, cerebral aqueduct. Inferior view. Deep dissection.
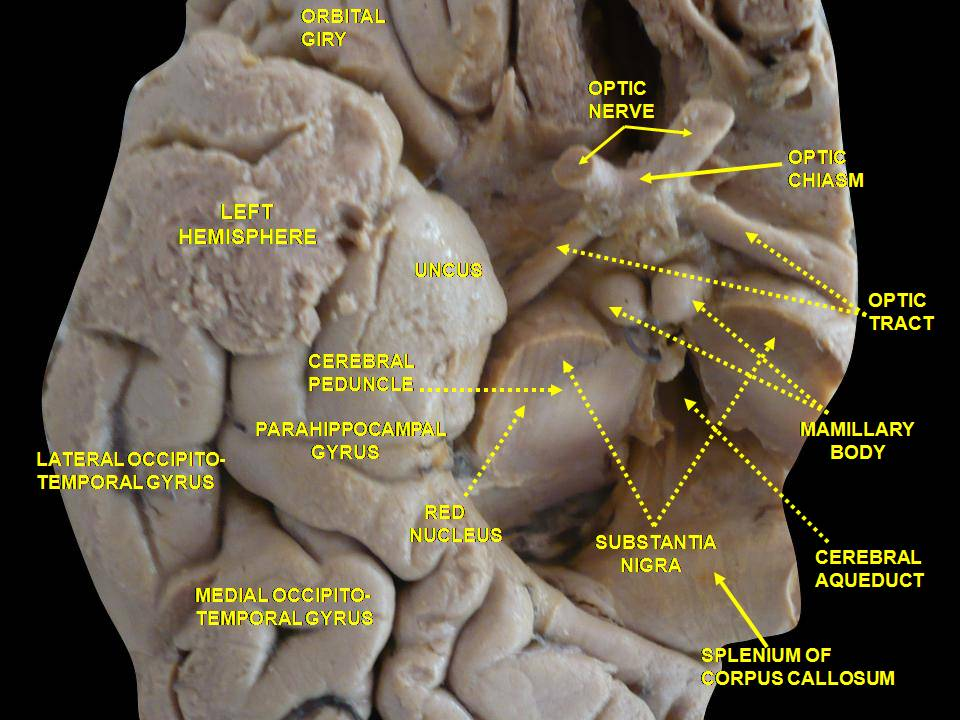
Cerebral peduncle, optic chasm, cerebral aqueduct. Inferior view. Deep dissection.
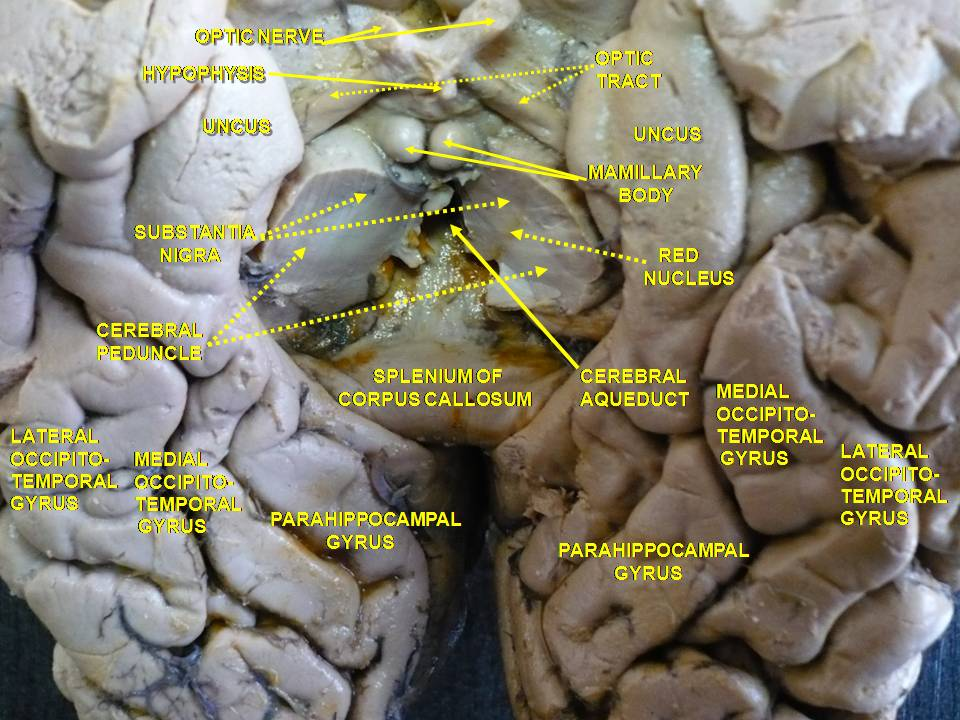
Cerebrum. Inferior view.Deep dissection

## وصلات خارجية
- brainmaps.org/index.php?q=Red%20nucleus